# Pouligny-Saint-Martin
Pouligny-Saint-Martin är en kommun i departementet Indre i regionen Centre-Val de Loire i de centrala delarna av Frankrike. Kommunen ligger i kantonen Sainte-Sévère-sur-Indre som tillhör arrondissementet La Châtre. År 2022 hade Pouligny-Saint-Martin 232 invånare.

## Befolkningsutveckling
Antalet invånare i kommunen Pouligny-Saint-Martin
Referens:INSEE